# Врточе (Мирен-Костањевица)
Врточе (словен. Vrtoče, итал. Vertozza) је насељено место у општини Мирен-Костањевица, Горишка регија, Словенија.

## Историја
До територијалне реорганизације у Словенији било је у саставу старе општине Нова Горица.

## Становништво
У попису становништва из 2011. године, Врточе је имало 57 становника.
| Број становника према пописима | Број становника према пописима | Број становника према пописима |
| ------------------------------ | ------------------------------ | ------------------------------ |
| 1991                           | 2002                           | 2011                           |
| 65                             | 51                             | 57                             |